# Ruf de Metz
Ruf ou Ruffus  était un évêque de Metz du début du Ve siècle. Saint catholique, sa fête est célébrée le 7 novembre.
Il aurait exercé son ministère pendant 29 ans. Il a été procureur dans le procès en hérésie de Priscillien.
Selon la Catholic Encyclopedia de 1913, son histoire est légendaire : « Son nom a été inseré à une date tardive dans un ancien manuscrit du Martyrologe hiéronymien (ed. cit., 140). »
Entre 830 et 844, ses reliques ont été transférées dans l'abbaye d'Otherneim près de Worms sous le règne de Lothaire Ier.